# Ritthidet Phensawat
Ritthidet Phensawat (thailändisch ฤทธิเดช เพ็ญสวัสดิ์, * 21. März 1997) ist ein thailändischer Fußballspieler.

## Karriere
Ritthidet Phensawat stand von 2017 bis 2019 beim Chonburi FC unter Vertrag. Der Verein aus Chonburi spielte in der ersten Liga des Landes, der Thai League. Die Rückserie 2017 wurde er an den Ligakonkurrenten Thai Honda Ladkrabang ausgeliehen. Mit dem Club musste er am Ende der Saison in die zweite Liga absteigen. Die komplette Saison 2019 erfolgte eine Ausleihe an den Drittligisten Phuket City FC. Der Verein spielte in der dritten Liga, der Thai League 3, in der Lower Region. Für den Drittligisten absolvierte er zwölf Spiele. Anfang 2020 lieh ihn der Zweitligist MOF Customs United FC aus der Hauptstadt Bangkok aus. Nachdem er 2020 ein Spiel für die Customs bestritten hatte, wechselte er zum 1. Juli 2020 ebenfalls auf Leihbasis zum Ligakonkurrenten Ayutthaya United FC. Für den Klub aus Ayutthaya spielte er viermal in der zweiten Liga. Der Erstligist Rayong FC aus Rayong lieh ihn Anfang 2021 aus. Am Ende der Saison 2020/21 musste er mit Rayong als Tabellenletzter in die zweite Liga absteigen. Im Juni 2021 wechselte er erneut auf Leihbasis zum Zweitligisten Udon Thani FC. Für den Zweitligisten aus Udon Thani stand er achtmal in der Liga auf dem Spielfeld. Nach Ende der Ausleihe kehrte er nach Chonburi zurück. Hier wurde sein Vertrag nicht verlängert. Ende Dezember 2021 unterschrieb er in Surat Thani einen Vertrag beim Drittligisten MH Khon Surat City FC. Mit MH trat er in der Southern Region der Liga an. Im Sommer wechselte er wieder in die zweite Liga. Hier schloss er sich dem Phrae United FC an. Nach einer Saison, in der er zwölf Zweitligaspiel bestritt, wechselte er im Sommer zum ebenfalls in der zweiten Liga spielenden Kasetsart FC. Für den Hauptstadtverein bestritt er zehn Ligaspiele. Ende Dezember 2023 wurde sein Vertrag nicht verlängert. Im Januar 2024 schloss er sich für den Rest der Saison dem Drittligisten Maejo United FC an. Mit dem Verein aus Chiangmai spielte er achtmal in der Northern Region der Liga. Im Sommer 2024 verpflichtete ihn der ebenfalls in der Northern Region spielende Chiangmai FC. Nach einer Spielzeit wechselte er im Sommer 2025 zum Zweitligisten Police Tero FC.